# Sonya Noskowiak
Sonya Noskowiak (Lipsia, 25 novembre 1900 – Greenbrae, 28 aprile 1975) è stata una fotografa tedesca.
Fu membro del famoso collettivo di fotografia di San Francisco Gruppo f/64 che comprendeva, tra gli altri, Ansel Adams e Edward Weston.

## Biografia
La Noskowiak nacque a Lipsia, in Germania. Suo padre, giardiniere, instillò in lei una coscienza per la terra che sarebbe più tardi divenuta evidente nella sua fotografia. Nei suoi primi anni viaggiò per il mondo al seguito del padre, che lavorò prima in Cile, poi a Panama e infine in California. Nel 1915, la famiglia si trasferì nella baia di Los Angeles in California, e nel 1919 la Noskowiak si trasferì a San Francisco per iscriversi a una scuola per segretarie. Mentre era a San Francisco, cominciò a lavorare per il fotografo Johan Hagemeyer, che le insegnò le basi della materia. Attraverso Hagemeyer incontrò poi Edward Weston e, dal 1929 al 1935, fu la sua compagna, oltre che studentessa, modella, musa, stampatrice delle sue fotografie commerciali e madre adottiva per i suoi figli. Durante gli anni di vita con Weston, la Noskowiak sviluppò una forte visione personale e divenne presto famosa per i suoi ritratti e le sue immagini artistiche; continuò a scattare e vendere fotografie fino a tutti gli anni cinquanta.
Nel 1965 le fu diagnosticato un cancro alle ossa; morì dieci anni dopo a Greenbrae, nella Marin County, California.

## Fotografia
Fu mentre lavorava presso lo studio di Johan Hagemeyer che la Noskowiak capi che la sua vera missione era la fotografia. Ma fu solo dal 1929, quando incontrò Edward Weston, che iniziò a sviluppare il proprio talento. Divenne presto l'assistente di Weston in camera oscura, ed egli le insegnò sia il mestiere che l'arte della fotografia. Presto volse il proprio obiettivo sulla fotografia di architettura, in particolare i profili di ponti e fari. Seguendo le orme di Weston cominciò poi a guardare a modelli in natura, che fotografò con uno stile personale che "suggerisce la coerenza del mondo naturale" Dora Hagemeyer (moglie di Johan) scrisse che mentre lo stile fotografico della Noskowiak era pulito e diretto come quello di Weston, ella "mette nel suo lavoro qualcosa di proprio: una sottile e delicata bellezza"
Le sue foto furono esposte in diverse mostre personali all'Ansel Adams Gallery, alla Denny-Watrous Gallery a Carmel, in California e alla galleria Willard van Dyke 683 a Oakland. Partecipò anche a varie esposizioni collettive nei musei della "Bay Area". La Noskowiak si allontanò dal Gruppo f/64 per qualche tempo nel 1934, forse quando la sua relazione con Weston si affievolì e forse perché altri membri del gruppo stavano seguendo strade autonome Continuò a ritrarre vari luminari del suo tempo come Jean Charlot, John Steinbeck e Martha Graham. Il ritratto di Steinbeck è particolarmente potente, ed una delle poche immagini dello scrittore negli anni trenta. È ampiamente utilizzata fino a oggi.
La Noskowiak aprì il proprio studio attorno al 1935. Nel 1936 era una degli otto fotografi, incluso Weston, selezionati per la regione California nel Federal Arts Project. Trascorse l'anno successivo fotografando artisti della California e i loro dipinti e sculture; le immagini fecero il giro di molte istituzioni pubbliche. Sebbene la Noskowiak continuasse a fare fotografia d'arte, traeva il proprio sostentamento da ritratti, immagini di moda e foto di architettura. Si ritirò dall'attività fotografica nel 1964.
I suoi archivi, comprendenti 494 stampe, centinaia di negativi e molte lettere a Edward Weston, sono oggi ospitati al Center for Creative Photography a Tucson, in Arizona.